# Mendiants et Orgueilleux (film, 1991)
Pour les articles homonymes, voir Mendiants et Orgueilleux.
Pour plus de détails, voir Fiche technique et Distribution.
Mendiants et Orgueilleux (titre original شحاتين ونبلاء, Shahatin Wa Nubalaa) est un film égyptien réalisé par Asmaa El-Bakri et sorti en 1993. Il s'agit de la seconde adaptation au cinéma du célèbre roman homonyme d'Albert Cossery après le film de 1972 de Jacques Poitrenaud.

## Synopsis
Le film décrit le Caire durant la fin de la seconde guerre mondiale à travers quatre personnages, Gohar (Salah El-Saadany) professeur universitaire d'histoire et philosophie, Yeghen poète, Kordi petit fonctionnaire et Nour el-Din un officier de police.

## Fiche technique
- Titre : Mendiants et Orgueilleux
- Titre original : شحاتين ونبلاء, Shahatin Wa Nubalaa[1]
- Réalisation : Asmaa El-Bakri
- Scénario : Hossam Zakaria et Albert Cossery d'après son roman Mendiants et Orgueilleux (1955)
- Directeur de la photographie : Ramses Marzouk
- Son :
- Décors : Onsi Abou Seif
- Costumes : Janice Rider
- Montage : Rahma Montasser
- Musique : Mustafa Nagi
- Producteurs : Marianne Khoury et Youssef Chahine
- Producteur délégué : Antoine Gannagé
- Sociétés de production : Misr International Film (Le Caire) et Palmyre Productions (Paris)
- Société de distribution :
- Pays d'origine :  Égypte et  France
- Format : couleurs - 1,85:1 - 35 mm
- Genre : drame
- Durée : 92 minutes
- Dates de sortie :
  - France : 5 mai 1993

## Distribution
- Salah El-Saadany : Gohar
- Mahmoud El Guindi : Kordi
- Abdel Aziz Makhyoun : Nour El Din
- Ahmed Adam : Yeghen
- Hanan Youssef : Laïla
- Lola Mohamed : Amina
- Loubna Wanas : Ar Naba
- Ahmad Adam :
- Hassan Youssef :

## Projet et réalisation
Produit notamment par le réalisateur égyptien Youssef Chahine dont Asmaa El-Bakri a été longtemps l'assistante, le film est tourné au Caire en 1991.

## Accueil critique
Le film reçoit un accueil très mitigé de la presse lors de sa sortie en salles en 1993, considérant que la réalisatrice ne réussit pas à transcrire l'« irrésistible drôlerie et la saveur des personnages imaginés par le romancier ». En 1992, il est toutefois récompensé par le Premier prix de la Biennale du cinéma arabe de Paris.